# Liste du patrimoine immobilier classé de Fernelmont
Cette page regroupe l'ensemble du patrimoine immobilier classé de la ville belge de Fernelmont.
| Objet | Année de construction / Architecte | Adresse                 | Section communale | Coordonnées                      | Numéro d’inventaire | Illustration |
| --- | ---------------------------------- | ----------------------- | ----------------- | -------------------------------- | ------------------- | --- |
| Les trois tumuli de Seron(M) ainsi que l'ensemble formé par ces tumuli et leurs abords (S) |                                    | Rue des Tumulis         | Seron             | 50° 35′ 40″ nord, 5° 00′ 32″ est | 92138-CLT-0003-01   | Tumuli de Seron |
| Ensemble formé par l'église Saint-Rémi, le cimetière, le presbytère et leurs abords, à Franc-Waret |                                    | Rue du Village          | Franc-Waret       | 50° 31′ 12″ nord, 4° 58′ 39″ est | 92138-CLT-0004-01   | Église Saint-Remi de Franc-Waret |
| Le château de Franc-Waret |                                    | Rue du Village, 50      | Franc-Waret       | 50° 31′ 11″ nord, 4° 58′ 31″ est | 92138-CLT-0005-01   | Château de Franc-Waret |
| Le château de Fernelmont |                                    | Rue des Combattants, 46 | Noville-les-Bois  | 50° 32′ 48″ nord, 4° 59′ 15″ est | 92138-CLT-0008-01   | Château de Fernelmont |
| Les façades et toitures des remises à chariots, logis secondaires et dépendances formant l'aile sud avec ses deux pavillons d'angle, le porche d'entrée à l'Ouest, le porche vers l'étang arrière ainsi que la muraille d'enceinte qui subsiste à l'Ouest (M) ainsi que l'ensemble formé par les bâtiments et constructions précités, le château (classé par arrêté royal du 29 mai 1934) et les terrains environnants (S) |                                    |                         |                   | 50° 32′ 49″ nord, 4° 59′ 12″ est | 92138-CLT-0010-01   | Les façades et toitures des remises à chariots, logis secondaires et dépendances formant l'aile sud avec ses deux pavillons d'angle, le porche d'entrée à l'Ouest, le porche vers l'étang arrière ainsi que la muraille d'enceinte qui subsiste à l'Ouest (M) ainsi que l'ensemble formé par les bâtiments et constructions précités, le château (classé par arrêté royal du 29 mai 1934) et les terrains environnants (S) |
| La chapelle Notre-Dame des Sept Douleurs |                                    | Rue du Parc, 25         | Marchovelette     | 50° 31′ 30″ nord, 4° 56′ 24″ est | 92138-CLT-0011-01   | La chapelle Notre-Dame des Sept Douleurs |
| Le site archéologique des Tumuli de Seron, au lieu-dit Campagne des Tombes |                                    | Rue des Tumulis         | Seron             | 50° 35′ 40″ nord, 5° 00′ 32″ est | 92138-PEX-0001-01   | Le site archéologique des Tumuli de Seron, au lieu-dit Campagne des Tombes |
| Le château de Fernelmont |                                    | Rue des Combattants, 46 | Noville-les-Bois  | 50° 32′ 48″ nord, 4° 59′ 15″ est | 92138-PEX-0002-02   | Château de Fernelmont |